# Diagrama de predominio
Un diagrama de predominio pretende mostrar las condiciones de concentración y pH donde una especie química tiene la mayor concentración en soluciones en las que existen múltiples equilibrios ácido-base. Las líneas en un diagrama de predominio indican dónde las especies adyacentes tienen la misma concentración. Cualquiera de los dos lados de una línea de este tipo predomina una de las especies, es decir, tiene una mayor concentración en relación con las otras especies. 

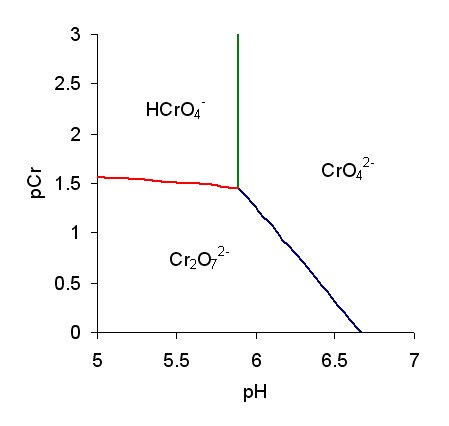
Diagrama de predominio para el cromato

Para ilustrar un diagrama de predominio, una parte del cromado se muestra a la derecha. pCr significa menos el logaritmo de la concentración de cromo y pH significa menos el logaritmo de la concentración de iones de hidrógeno. Hay dos equilibrios independientes, con las constantes de equilibrio definidas como sigue. 
| {\displaystyle \overbrace {{\ce {CrO4^2-}}} ^{cromato}+{\ce {H+ <=> HCrO4^-}};\qquad {\mathit {K}}_{1}={\frac {[{\ce {HCrO4^-}}]}{{\ce {[CrO4^{2\!-}][H+]}}}}} | \| \| \| \| \| \| \| \| | (1) |
| |                         |     |
| |                         |     |

| {\displaystyle {\ce {2HCrO4^- <=>}}\ \underbrace {{\ce {Cr2O7^2-}}} _{dicromato}+{\ce {H2O}};\qquad {\mathit {K}}_{D}={\frac {[{\ce {Cr2O7^2-}}]}{[{\ce {HCrO4^-}}]^{2}}}} | \| \| \| \| \| \| \| \| | (2) |
| |                         |     |
| |                         |     |

 Una tercera constante de equilibrio puede derivarse de K1 y KD.
| {\displaystyle {\ce {{2H+}+2CrO4^{2\!-}<=>{C_{2}O7^{2\!-}}+H2O}};\qquad \beta _{2}={\frac {[{\ce {Cr2O7^{2}-}}]}{[{\ce {H+}}]^{2}[{\ce {CrO4^{2}-}}]^{2}}};\qquad \beta _{2}=K_{1}^{2}K_{\ce {D}}} | \| \| \| \| \| \| \| \| | (3) |
| |                         |     |
| |                         |     |

 Las especies H2CrO4 y HCr
2O−
7  solo se forman a un pH muy bajo, por lo que no aparecen en este diagrama. Los valores publicados para el registro K1 y el registro KD son 5.89 y 2.05, respectivamente.  Usando estos valores y las condiciones de igualdad, las concentraciones de las tres especies, cromato CrO2−
4, cromato ácido HCrO−
4  y dicromato Cr
2O2−
7 se puede calcular, para varios valores de pH, por medio de las expresiones de equilibrio.  La concentración de cromo se calcula como la suma de las concentraciones de la especie en términos de contenido de cromo. 
{\displaystyle [{\ce {Cr}}]=[{\ce {CrO4^2-}}]+[{\ce {HCrO4^-}}]+2[{\ce {Cr2O7^2-}}];\qquad p{\ce {Cr}}=-\log _{10}{\ce {[Cr]}}}
Las tres especies tienen concentraciones iguales a {\displaystyle {\tfrac {1}{K_{D}}}}a pH = p K1, para las cuales [Cr] = {\displaystyle {\tfrac {4}{K_{D}}}}. Las tres líneas en este diagrama se encuentran en ese punto. 
Línea verde
El cromato y el cromato de hidrógeno tienen concentraciones iguales.  Ajuste [ CrO2−
4 ] igual a [HCrO−
4 ] en eq. 1 , [H + ] = {\displaystyle {\tfrac {1}{K_{1}}}}, o pH = log K 1 .  Esta relación es independiente de pCr, por lo que requiere que se dibuje una línea vertical en el diagrama de predominio.
Línea roja
El cromato de hidrógeno y el dicromato tienen concentraciones iguales.  Ajuste [ HCrO−
4 ] igual a [ Cr
2O2−
7] en la ec. 2, [ HCrO−
4 ] = {\displaystyle {\tfrac {1}{K_{D}}}} ; de la ec. 1 , entonces, [ CrO2−
4  ] ={\displaystyle {\tfrac {1}{K_{1}K_{D}[H^{+}]}}}.
Línea azul
El cromato y el dicromato tienen concentraciones iguales.  Ajuste [ CrO2−
4] igual a [ Cr
2O2−
7] en la ec. 3 da [ CrO2−
4 ] = {\displaystyle {\tfrac {1}{\beta _{2}[H^{+}]^{2}}}}.
El diagrama de predominio se interpreta de la siguiente manera.  El ion cromato es la especie predominante en la región a la derecha de las líneas verde y azul.  Por encima de pH ~ 6.75 es siempre la especie predominante.  A pH <5.89 (pH <pK1 ), el ion cromo hidrógeno es predominante en solución diluida pero el ion dicromato es predominante en soluciones más concentradas. 
Los diagramas de predominio pueden volverse muy complicados cuando muchas especies poliméricas pueden formarse como, por ejemplo, con vanadato, molibdato y tungstato. Otra complicación es que muchos de los polímeros superiores se forman extremadamente lentamente, de modo que el equilibrio puede no alcanzarse incluso en meses, lo que conduce a posibles errores en las constantes de equilibrio y el diagrama de predominio. 